# Puchar Europy w Lekkoatletyce 1973 – półfinał kobiet (Warszawa)
Półfinał pucharu Europy w lekkoatletyce w 1973 kobiet odbył się 4 sierpnia w Warszawie. Był to jeden z trzech półfinałów. Pozostałe odbyły się w Bukareszcie i Sittard.
Wystąpiło sześć zespołów, z których dwa najlepsze awansowały do finału.

## Klasyfikacja generalna
| Poz. | Reprezentacja | Punkty |
| ---- | ------------- | ------ |
| 1    | ZSRR          | 63     |
| 2    | Bułgaria      | 58     |
| 3    | Polska        | 55,5   |
| 4    | Finlandia     | 36,5   |
| 5    | Szwecja       | 33     |
| 6    | Austria       | 26     |

## Wyniki indywidualne
Kolorami oznaczono zawodniczki reprezentujące zwycięskie drużyny.

### Bieg na 100 metrów
| Lp. | Państwo   | Zawodniczka          | Wynik |
| --- | --------- | -------------------- | ----- |
| 1.  | Finlandia | Mona-Lisa Pursiainen | 11,19 |
| 2.  | Polska    | Irena Szewińska      | 11,34 |
| 3.  | ZSRR      | Nadieżda Biesfamilna | 11,47 |
| 4.  | Bułgaria  | Iwanka Wyłkowa       | 11,59 |
| 5.  | Szwecja   | Margareta Lövgren    | 11,78 |
| 6.  | Austria   | Gabi Hareter         | 12,04 |

### Bieg na 200 metrów
| Lp. | Państwo   | Zawodniczka          | Wynik |
| --- | --------- | -------------------- | ----- |
| 1.  | Polska    | Irena Szewińska      | 23,02 |
| 2.  | Finlandia | Mona-Lisa Pursiainen | 23,03 |
| 3.  | ZSRR      | Marina Sidorowa      | 23,19 |
| 4.  | Bułgaria  | Iwanka Wyłkowa       | 23,78 |
| 5.  | Szwecja   | Margareta Lövgren    | 24,07 |
| 6.  | Austria   | Karoline Käfer       | 24,37 |

### Bieg na 400 metrów
| Lp. | Państwo   | Zawodniczka          | Wynik |
| --- | --------- | -------------------- | ----- |
| 1.  | ZSRR      | Nadieżda Kolesnikowa | 51,53 |
| 2.  | Bułgaria  | Lilana Tomowa        | 52,03 |
| 3.  | Szwecja   | Ann Larsson          | 52,42 |
| 4.  | Austria   | Karoline Käfer       | 52,70 |
| 5.  | Polska    | Krystyna Kacperczyk  | 53,09 |
| 6.  | Finlandia | Riitta Salin         | 56,01 |

### Bieg na 800 metrów
| Lp. | Państwo   | Zawodniczka           | Wynik  |
| --- | --------- | --------------------- | ------ |
| 1.  | Bułgaria  | Swetła Złatewa        | 1:59,3 |
| 2.  | Polska    | Elżbieta Katolik      | 2:00,8 |
| 3.  | ZSRR      | Swietłana Styrkina    | 2:03,2 |
| 4.  | Szwecja   | Gunilla Lindh         | 2:05,2 |
| 5.  | Austria   | Christiane Casapicola | 2:05,8 |
| 6.  | Finlandia | Aila Virkberg         | 2:08,2 |

### Bieg na 1500 metrów
| Lp. | Państwo   | Zawodniczka      | Wynik  |
| --- | --------- | ---------------- | ------ |
| 1.  | ZSRR      | Ludmiła Bragina  | 4:10,9 |
| 2.  | Bułgaria  | Tonka Petrowa    | 4:11,8 |
| 3.  | Szwecja   | Inger Knutsson   | 4:11,9 |
| 4.  | Polska    | Jolanta Januchta | 4:19,9 |
| 5.  | Finlandia | Pirjo Vihonen    | 4:20,1 |
| 6.  | Austria   | Doris Weilharter | 4:49,0 |

### Bieg na 100 metrów przez płotki
| Lp. | Państwo   | Zawodniczka      | Wynik |
| --- | --------- | ---------------- | ----- |
| 1.  | Polska    | Grażyna Rabsztyn | 13,27 |
| 2.  | Szwecja   | Gun Olsson       | 13,94 |
| 3.  | ZSRR      | Lia Chytrina     | 13,97 |
| 4.  | Bułgaria  | Sasza Warbanowa  | 14,41 |
| 5.  | Finlandia | Ulla Lempiäinen  | 14,68 |
| –   | Austria   | Ilona Gusenbauer | DNF   |

### Sztafeta 4 × 100 metrów
| Lp. | Państwo   | Zawodniczki                                                              | Wynik |
| --- | --------- | ------------------------------------------------------------------------ | ----- |
| 1.  | ZSRR      | Marina Sidorowa Ludmiła Masłakowa Galina Mitrochina Nadieżda Biesfamilna | 43,76 |
| 2.  | Polska    | Irena Szewińska Ewa Długołęcka Barbara Bakulin Danuta Jędrejek           | 44,10 |
| 3.  | Finlandia | Pirjo Wilmi Mona-Lisa Pursiainen Tuula Rautanen Helinä Laihorinne        | 44,55 |
| 4.  | Bułgaria  | Iwanka Wyłkowa Jordanka Jankowa Sofka Popowa Zdrawka Szipokliewa         | 45,01 |
| 5.  | Szwecja   | Margareta Lövgren Gun Olsson Elisabeth Fredriksson Ann-Margret Utterberg | 45,59 |
| 6.  | Austria   | Petra Prenner Monika Holzschuster Gabi Hareter Gerlinde Massing          | 47,29 |

### Sztafeta 4 × 400 metrów
| Lp. | Państwo   | Zawodniczki                                                             | Wynik  |
| --- | --------- | ----------------------------------------------------------------------- | ------ |
| 1.  | ZSRR      | Natalja Kuliczkowa Ingrīda Barkāne Nina Ziuśkowa Nadieżda Kolesnikowa   | 3:28,3 |
| 2.  | Bułgaria  | Swetła Złatewa Lilana Tomowa Jordanka Filipowa Stefka Jordanowa         | 3:28,8 |
| 3.  | Polska    | Krystyna Kacperczyk Elżbieta Katolik Danuta Piecyk Danuta Manowiecka    | 3:28,8 |
| 4.  | Szwecja   | Ann Larsson Elisabeth Fredriksson Eva-Charlotte Malmström Anette Brolin | 3:40,3 |
| 5.  | Austria   | Karoline Käfer Christiane Casapicola Gerlinde Massing Doris Lickl       | 3:44,4 |
| 6.  | Finlandia | Pirkko Helenius Helinä Laihorinne Tuula Rautanen Pirjo Wilmi            | 3:44,8 |

### Skok wzwyż
| Lp. | Państwo   | Zawodniczka       | Wynik |
| --- | --------- | ----------------- | ----- |
| 1.  | Bułgaria  | Jordanka Błagoewa | 1,92  |
| 2.  | Austria   | Ilona Gusenbauer  | 1,90  |
| 3.  | ZSRR      | Galina Fiłatowa   | 1,80  |
| 4.  | Polska    | Maria Tekiel      | 1,73  |
| 4.  | Finlandia | Eila Kelo         | 1,73  |
| 6.  | Szwecja   | Linda Hedmark     | 1,70  |

### Skok w dal
| Lp. | Państwo   | Zawodniczka       | Wynik |
| --- | --------- | ----------------- | ----- |
| 1.  | Finlandia | Tuula Rautanen    | 6,60  |
| 2.  | Bułgaria  | Nediałka Angełowa | 6,47  |
| 3.  | ZSRR      | Kapitolina Łotowa | 6,44  |
| 4.  | Polska    | Anna Włodarczyk   | 6,30  |
| 5.  | Austria   | Hannah Kleinpeter | 6,11  |
| 6.  | Szwecja   | Christina Egebo   | 6,00  |

### Pchnięcie kulą
| Lp. | Państwo   | Zawodniczka       | Wynik |
| --- | --------- | ----------------- | ----- |
| 1.  | Bułgaria  | Iwanka Christowa  | 19,42 |
| 2.  | ZSRR      | Antonina Iwanowa  | 18,88 |
| 3.  | Polska    | Ludwika Chewińska | 18,15 |
| 4.  | Finlandia | Christine Barck   | 14,98 |
| 5.  | Szwecja   | Ingrid Wehmonen   | 14,13 |
| 6.  | Austria   | Eva Janko         | 12,49 |

### Rzut dyskiem
| Lp. | Państwo   | Zawodniczka      | Wynik |
| --- | --------- | ---------------- | ----- |
| 1.  | ZSRR      | Faina Mielnik    | 65,62 |
| 2.  | Bułgaria  | Swetła Bożkowa   | 58,98 |
| 3.  | Polska    | Krystyna Nadolna | 51,40 |
| 4.  | Szwecja   | Ulla Buuts       | 48,32 |
| 5.  | Austria   | Gitta Signoretti | 46,78 |
| 6.  | Finlandia | Christine Barck  | 46,72 |

### Rzut oszczepem
| Lp. | Państwo   | Zawodniczka       | Wynik |
| --- | --------- | ----------------- | ----- |
| 1.  | Polska    | Daniela Jaworska  | 61,76 |
| 2.  | Austria   | Eva Janko         | 59,74 |
| 3.  | ZSRR      | Elvīra Ozoliņa    | 59,64 |
| 4.  | Bułgaria  | Lutwian Mołłowa   | 58,74 |
| 5.  | Finlandia | Pirjo Kumpulainen | 53,62 |
| 6.  | Szwecja   | Åsa Westman       | 48,20 |